# Zentralamerikanische Klapperschlange
Die Zentralamerikanische Klapperschlange (Crotalus simus) ist eine Art der Klapperschlangen (Crotalus), deren Verbreitungsgebiet sich von Mexiko bis Mittelamerika erstreckt. Bis 2004 wurde diese Art als Nominatform der Schauer-Klapperschlange (C. durissus) geführt.

## Beschreibung
Crotalus simus ist eine sehr große Klapperschlange, die eine durchschnittliche Körperlänge von 1,30 Meter erreichen kann, dabei werden die Männchen größer als die Weibchen. Besonders große Exemplare erreichen 1,40 bis 1,60 Meter, die Maximallänge liegt bei 1,80 m.

## Verbreitung und Lebensraum
Das Verbreitungsgebiet der Schlange erstreckt sich von Mexiko im südwestlichen Michoacán an der Pazifikküste sowie Veracruz und die Yucatan-Halbinsel an der Atlantikküste nach Süden über Belize, Guatemala, El Salvador, Honduras und Nicaragua bis Costa Rica. Sie fehlt in Panama.
Der Lebensraum der Schauerklapperschlange ist durch trockene, semiaride Waldgebiete und Grassteppen sowie feuchte Regenwaldbereiche gekennzeichnet.

## Gift
Das Gift der Schlange ähnelt in seiner Zusammensetzung den Giften der mexikanischen und nordamerikanischen Klapperschlangen und zeichnet sich somit vor allem durch Gewebe zerstörende Proteine aus. Die Wirkung besteht hierbei entsprechend vor allem aus Gewebezerstörungen, lokalen schmerzhaften Schwellungen und hämorrhagischen Effekten. Crotoxin, das für das Gift der südamerikanischen Schauer-Klapperschlange typisch ist und dort neurotoxische Wirkung hat, kommt hier nur bei den Jungtieren vor.

## Unterarten
Bis 2004 wurde diese Art als Nominatform der Schauer-Klapperschlange (C. durissus) geführt. 
Es können drei Unterarten unterschieden werden: 
- C. s. culminatus in Mexiko im südwestlichen Michoacán, Süd- und West-Morelos, Guerrero und dem südöstlichen Oaxaca. Außerdem kommt diese Unterart wahrscheinlich in Puebla und dem Mexican Federal District vor.
- C. s. simus im südöstlichen Mexiko von Veracruz, Oaxaca, Tabasco und Chiapas über Guatemala, Honduras, Belize, El Salvador, Nicaragua bis Costa Rica.
- C. s. tzabcan in Mexiko in Yucatán, Campeche, Quintana Roo und das östliche Tabasco, Nord-Guatemala und Nord-Belize.

Auf Basis neuerer Untersuchungen wurde die Anerkennung der oben genannten Unterarten als eigene Arten vorgeschlagen, etwa durch Wüster et al. (2005), Wüster et al. (2006) und Wallach et al. (2014).